# نیتروفن
نیتروفن (به انگلیسی: Nitrofen) یک ترکیب شیمیایی با شناسه پاب‌کم ۱۵۷۸۷ است. شکل ظاهری این ترکیب، بلورهای جامد بی‌رنگ است.